# Родриго Паласио
Родриго Себастијан Паласио Алкалде (шп. Rodrigo Sebastián Palacio Alcalde; 5. фебруар 1982) аргентински је бивши фудбалер.
Професионалним фудбалом је почео да се бави од 2002. године, а највише утакмица је одиграо за Боку Јуниорс (131), из које је 2009. године прешао у Ђенову, у којој је на 90 утакмица постигао 35 голова и тиме привукао пажњу Интера у који је прешао 2012. године. Паласио игра на позицији другог нападача, наступао је и за репрезентацију Аргентине, за коју је на 28 мечева постигао 3 гола.

## Трофеји

### Бока јуниорс
- Прва лига Аргентине (3) : 2003. (Апертура), 2006. (Клаусура), 2008. (Апертура)
- Куп судамерикана (1) : 2005.
- Рекопа судамерикана (3) : 2005, 2006, 2008.
- Копа либертадорес (1) : 2007.